# Planejamento de mídia

## Definições
- Forma adaptada de média, que significa meio de comunicação, em latim e inglês.
- Termo utilizado para designar os veículos de comunicação, no seu conjunto ou em particular.
- Técnica publicitária que estuda e indica os melhores meios, veículos, volumes, formatos e posições para veicular as mensagens publicitárias.
- Área especializada em mídia nas agências de propaganda.
- Profissional especializado nas técnicas de mídia. (Ver meio de comunicação e as definições de Mídia a seguir)
- Independente do tipo de produto, campanha ou tamanho, qualquer Plano de mídia deve ser constituído por três grandes partes, e uma quarta, os anexos, que poderá entrar ou não, de acordo com a necessidade:

A- Informações básicas
B- Objetivos
C- Estratégias
D- Anexos
A - INFORMAÇÕES BÁSICAS
1. Produto
2. Mercado
3. Concorrência
4. Target (público-alvo)
5. Objetivos de marketing
6. Verba e período 
B – OBJETIVOS
1. Objetivos de comunicação 
2. Objetivos de mídia
C – ESTRATÉGIAS
1. Mercados/Meios/Peças e formatos
2. Níveis de veiculação
3. Táticas
4. Cronograma de veiculação
5. Programações básicas
6. Resumo da verba
D — Anexos diversos

## Outras definições
- Mídia Básica: Em um plano de mídia, o meio de comunicação (ou veículo) utilizado como base da comunicação a ser feita.
- Mídia de apoio: Em um plano de mídia, os meios de comunicação (ou veículos) utilizados como complemento e apoio à mídia básica.
- Mídia Eletrônica: Os meios de comunicação eletrônicos, como o rádio, a televisão e até certos tipos de luminosos e outdoors eletronizados. O cinema, apesar de não ser necessariamente eletrônico, entra nessa categoria, por hábito do mercado. (Mídia Eletrônica)
- Mídia Impressa: Os meios de comunicação impressos, especialmente a revista e o jornal, incluindo também o outdoor e todo tipo de material impresso. (Mídia Impressa)
- Mídia Mix: Conjunto dos meios, veículos, formatos e posições utilizados em um plano de mídia. (Multimídia)
- Mídia digital: Conjunto de meios digitais utilizados em uma campanha. São eles: internet, redes sociais, mídias sociais, como: portais de conteúdo, blogs, Facebook, Instagram, LinkedIn, Twitter, YouTube, Vimeo.